# Enzo Rosignoli
Enzo Rosignoli (Firenze, 3 gennaio 1926 – Agliana, 29 gennaio 2005) è stato un calciatore italiano, di ruolo centrocampista.

## Carriera
Giocò per una stagione nel Genoa in Serie A.

## Palmarès

### Club

#### Competizioni nazionali
- Serie B: 2

Napoli: 1949-1950
SPAL: 1950-1951